# موج گرانشی (سیال)

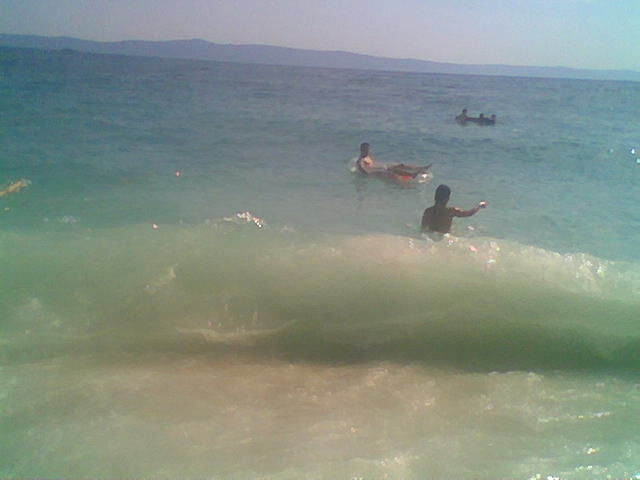
موج گرانشی سطحی در حال شکست در یک ساحل اقیانوسی

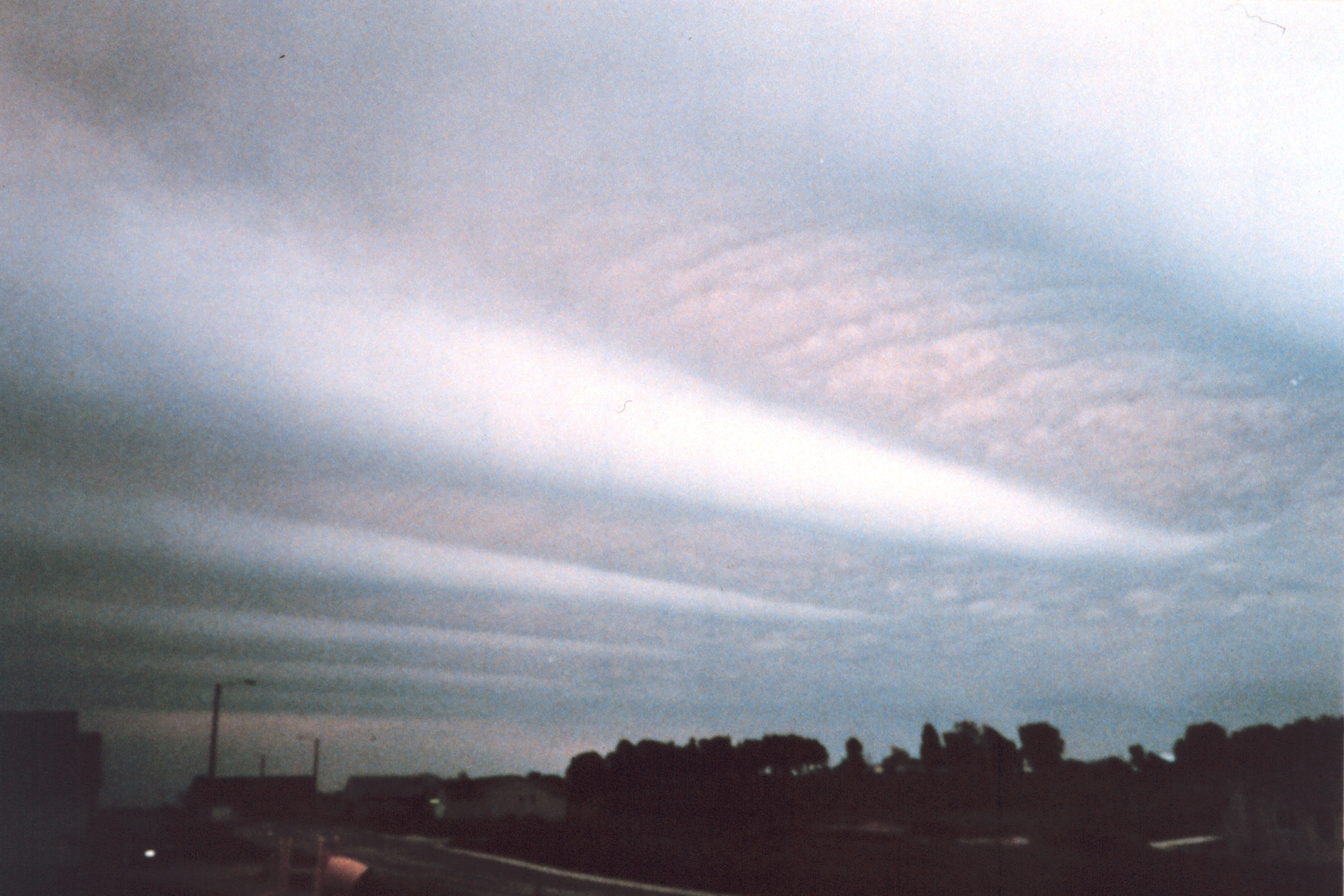
ابر موج‌دار روی ترسا در ویسکانسین

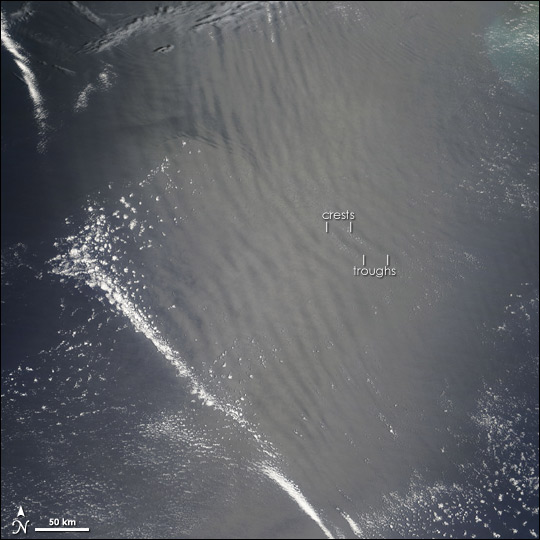
موج گرانشی جوی از نمای آسمان

موج گرانشی در دینامیک سیالات، موجی است که در محیط سیال یا در سطح تماس بین دو محیط که نیروی گرانش یا شناوری میل به بازگرداندن تعادل دارد، ایجاد می‌شود. نمونه‌ای از چنین سطحی، میان جو و اقیانوس است که باعث برخاستن امواج ناشی از باد می‌شود.
هنگامی که یک جزء سیال روی سطح یا درون یک ناحیه با چگالی متفاوت جابجا می‌شود، گرانش تمایل دارد که آن را به حالت تعادل برگرداند. نتیجهٔ این تمایل، نوسان پیرامون حالت تعادل است. امواج گرانشی در سطح تماس آب و هوا امواج گرانشی سطحی یا امواج سطحی نامیده می‌شوند. از سوی دیگر، امواج گرانشی درون تودهٔ آب، مانند امواج ناشی از اختلاف چگالی، امواج درونی نامیده می‌شوند.
امواج گرانشی ناشی از باد روی سطح آزاد، دارای زمان تناوب بین ۰٫۳ تا ۳۰ ثانیه هستند. امواج کوتاه‌تر بر اثر کشش سطحی ایجاد می‌شوند و امواج مویینگی نام دارند. از سوی دیگر، امواج زیرگرانشی که ناشی از اندرکنش موج غیر خطی با موج ناشی از باد هستند، تناوب‌های بیشتر از امواج گرانشی ناشی از باد دارند.

## توصیف کمّی

### آب عمیق
سرعت فاز c یک موج گرانشی خطی با عدد موج k از رابطهٔ زیر محاسبه می‌شود:
{\displaystyle c={\sqrt {\frac {g}{k}}}}
که g شتاب گرانش است. اگر کشش سطحی قابل توجه باشد، رابطه به صورت زیر در می‌آید:
{\displaystyle c={\sqrt {{\frac {g}{k}}+{\frac {\sigma k}{\rho }}}}}
که σ ضریب کشش سطحی و ρ چگالی هستند.
بر اساس رابطهٔ c=ω/k می‌توان سرعت فاز را برحسب بسامد زاویه‌ای ω و عدد موج نوشت؛ بنابراین بسامد زاویه‌ای موج به صورت زیر است:
{\displaystyle \omega ={\sqrt {gk}}}
سرعت گروه موج به صورت زیر تعریف می‌شود:
{\displaystyle c_{g}={\frac {d\omega }{dk}}}
بنابراین برای موج گرانشی:
{\displaystyle c_{g}={\frac {1}{2}}{\sqrt {\frac {g}{k}}}={\frac {1}{2}}c}
دیده می‌شود که سرعت گروهی نصف سرعت فاز است.

### آب کم‌عمق
برای موج گرانشی در آب کم‌عمق، سرعت فاز و سرعت گروهی برابر هستند.
{\displaystyle c_{p}=c_{g}={\sqrt {gh}}}